# LUNA SEA 25th Anniversary Ultimate Best -THE ONE-
《LUNA SEA 25th Anniversary Ultimate Best -THE ONE-》는 2014년 5월 28일에 발매된 LUNA SEA의 베스트 앨범이다.

## 개요
LUNA SEA의 결성 25 주년을 기념하여 발매되었으며, 라이브 베스트 「NEVER SOLD OUT 2」와 동시 발매되었다.. 또한 특제 소책자가 포함된「LUNA SEA 25th Anniversary Ultimate Best THE ONE + NEVER SOLD OUT 2 '도 같은 날 한정 판매되었다.
선곡은 기본적으로 LUNA SEA COMPLETE BEST와 거의 비슷하지만, 지금까지 CD 음원화되어 있지 않았던 "PROMISE"와 앨범에 수록이 되어 있지 않았던 "THE ONE -crash to create-"가 최초로 수록되었다. 또한 전곡 리마스터링 되어 있다.

## 수록곡
- 전체 작사 ・ 작곡 ・ 편곡：LUNA SEA

### DISC 1
1. LOVELESS
4집 앨범 「MOTHER」수록곡. 아웃트로가 미미하지만 다음 곡으로 연결되어있다.
2. PRECIOUS ...
1집 앨범 「LUNA SEA」수록곡. 본작에 수록된 음원은 2011년 발매된 리레코딩 버전의 음원. 1번 트랙의 아웃트로의 여운이 아주 작은 부분이지만 남아있다.
3. ROSIER
3rd 싱글. 4집 앨범 「MOTHER」에 수록되어 있는 버전 수록.
4. gravity
12th 싱글.
5. BELIEVE
1st 싱글. 본작에는 싱글 버전이 수록됨.
6. I for You
11th 싱글.
7. IN MY DREAM (WITH SHIVER)
2nd 싱글. 3집 앨범 「EDEN」에 수록되어 있는 버전 수록. 앨범 버전이 베스트 앨범에 수록된 것은 본작이 처음이다.
8. DESIRE
6th 싱글.
9. MOTHER
5th 싱글. 싱글 버전이 수록됨.
10. PROMISE
2011년 3월 23일부터 Amazon MP3 및 공식 휴대 사이트 「LUNA SEA MOBILE」에서 전달 한정으로 출시된 디지털 싱글. 본작을 통해 첫 CD 음원화 됨.
11. BREATHE
6집 앨범 「SHINE」수록곡
12. TONIGHT
13th 싱글.
13. LOVE SONG
14th 싱글.
14. WISH
2집 앨범 「IMAGE」수록곡. 본작에는 베스트 앨범 「PERIOD ~THE BEST SELECTION~」에 수록되어 있는 리레코딩 버전으로 수록.

### DISC 2
1. STORM
9th 싱글.
2. Déjàvu
2집 앨범 「IMAGE」수록곡.
3. Sweetest Coma Again feat.DJ KRUSH
7집 앨범 「LUNACY」수록곡.
4. END OF SORROW
7th 싱글. 베스트 앨범 「PERIOD ~THE BEST SELECTION~」에 수록되어 있는 버전을 수록.
5. TRUE BLUE
4th 싱글.
6. BLUE TRANSPARENCY 限りなく 透明に近い ブルー (한없이 투명에 가까운 블루)
1집 앨범 「LUNA SEA」수록곡. 본작에 수록된 것은 2011년 발매된 리레코딩 버전의 음원.
7. SHINE
10th 싱글.
8. MOON
1집 앨범 「LUNA SEA」수록곡. 본작에 수록된 것은 2011년 발매된 리레코딩 버전의 음원.
9. IN SILENCE
8th 싱글.
10. THE ONE -crash to create-
15th 싱글. 본작의 메인 타이틀로 앨범에 최초 수록됨.